# Borostomias elucens
Borostomias elucens es una especie de pez de la familia Stomiidae en el orden de los Stomiiformes.

## Morfología
• Los machos pueden llegar alcanzar los 35 cm de longitud total.

## Alimentación
Come peces hueso y crustáceos.

## Hábitat
Es un pez de mar y de aguas profundas que vive entre 500-2500 m de profundidad.

## Distribución geográfica
Se encuentra en el Atlántico oriental (desde  Madeira hasta Angola), el Atlántico occidental (el Golfo de México y al oeste del Mar Caribe), el Índico y el Pacífico.